# Roggenburg (Bayern)
Roggenburg er en kommune i Landkreis Neu-Ulm i Regierungsbezirk Schwaben i den tyske delstat Bayern.
Roggenburg er blandt andet kendt i forbindelse med Kloster Roggenburg, som stadig fungerer under Præmonstratenserordenen. Til Klosteret er knyttet et miljø- og kulturcenter.

## Geografi
Roggenburg ligger i Region Donau-Iller i Mittelschwaben, 30 kilometer syd for Ulm og 40 Kilometer nord for Memmingen.

## Inddeling
Kommunen består af landsbyerne Biberach, Ingstetten, Meßhofen, Roggenburg, Schießen, Schleebuch og Unteregg. Roggenburg, Biberach og Meßhofen ligger ved floden Biber og Ingstetten, Schießen og Unteregg ved bækken Osterbach.